# Cinchona scrobiculata
Cinchona scrobiculata là một loài thực vật có hoa trong họ Thiến thảo. Loài này được Humb. & Bonpl. mô tả khoa học đầu tiên năm 1808.